# Hyacinthoides
Hyacinthoides  es un género de plantas herbáceas, perennes y bulbosas de la subfamilia de las escilóideas dentro de las asparagáceas. Las cuatro especies conocidas se encuentran distribuidas en Eurasia y muchas de las especies del género son populares en jardinería, como plantas ornamentales.

## Descripción
Todas las hojas basales, lineares, planas. Flores en racimo, con 2 brácteas por flor. Periantio campanulado, con tépalos libres. Estambres soldados a los tépalos. Anteras medifijas, introrsas. Estigma capitado. Cápsula con hasta 12 semillas.

## Taxonomía
El género fue descrito por Philipp Conrad Fabricius  y publicado en Enumeratio Methodica Plantarum 2. 1759.

## Especies
Las especies y sus correspondientes sinónimos son:
- Hyacinthoides hispanica (Mill.) Rothm. (sin: Endymion campanulatus Willk., Endymion patulus Dumort., Endymion hispanicus (Mill.) Chouard, Scilla hispanica Mill.)

- Hyacinthoides italica (L.) Rothm. (sin: Scilla italica L.)

- Hyacinthoides non-scripta (L.) Chouard ex Rothm. (Endymion nutans Dumort., Endymion non-scriptus (L.) Garcke, Endymion cernuus (L.) Willk., Scilla non-scripta (L.) Hoffmanns. & Link)

- Hyacinthoides vicentina (Hoffmanns. & Link) Rothm. (sin.: Scilla vincentina Hoffmanns. & Link)

Los híbridos interespecíficos entre H. hispanica y H. non-scripta reciben el nombre de  Hyacinthoides × massartiana.